# 浙江星光院线
浙江星光院线 即 浙江星光电影院线有限公司，成立于2002年5月28日，是中国推行院线制改革以来成立的一家全国性电影院线品牌机构。

## 简介
公司主要业务有：影片的发行放映；影院的收购、投资、改造、经营、管理；电影设备器材经营及租赁；广告发布；电影项目的投资(含数码)及后电影产品开发等。
现拥有旗下25家影城，150块银幕，31016座席，涉及浙江、江苏、江西、湖南、湖北等地区。
公司目标是至2015年，旗下影院总数达到50家，银幕数超400块。

## 旗下影城
杭州地区有以下多家影院：
- 浙江新远国际影城
- 卢米埃影城
- 西湖电影院
- 新华影都
- 浙江胜利剧院
- 杭州泽艺影城
- 滨文电影大世界
- 杭州蓝钻影城
- 杭州黄龙影城
- 杭州新世界影城，位于余杭区临平南苑街道世纪大道235-8号4楼
- 萧山金字塔国际影城，位于萧山区瓜沥镇
- 杭州华纳国际影城，位于萧山区临浦镇
- 萧山闻堰新远影城，位于萧山区闻堰镇